# Forum Uczelni Artystycznych
Forum Uczelni Artystycznych (FUA) – komisja branżowa Parlamentu Studentów Rzeczypospolitej Polskiej składająca się z samorządów studenckich polskich uczelni artystycznych. Zadaniem forum jest m.in. rozwijanie współpracy i umacnianie więzi pomiędzy studentami uczelni artystycznych, wyrażanie opinii w sprawach ich dotyczących, czy inspirowanie i wspieranie ich działań. Forum Uczelni Artystycznych podlega pod Ministerstwo Kultury i Dziedzictwa Narodowego.

## Władze Statutowe
Organem wykonawczym i opiniodawczym jest prezydium wybierane przez Walny Zjazd podczas sesji sprawozdawczo-wyborczej, a członków prezydium powołuje i odwołuje przewodniczący w formie zarządzenia po zatwierdzeniu przez walny zjazd. W zarządzeniu Przewodniczący określa zakres zadań członka Prezydium. Kadencja Prezydium trwa dwa lata. Do zadań prezydium należy między innymi: reprezentowanie interesów studentów polskich uczelni artystycznych, merytoryczny nadzór nad przebiegiem sesji, opiniowanie projektów aktów prawnych dotyczących środowiska studenckiego uczelni artystycznych, przygotowanie projektów uchwał dotyczących Forum dla Parlamentu Studentów Rzeczypospolitej Polskiej, a także Ministerstwa Kultury i Dziedzictwa Narodowego, organizowanie i propagowanie różnych form współpracy między studentami uczelni artystycznych. 

## Uczelnie Zrzeszone w Forum Uczelni Artystycznych
W skład FUA wchodzą przedstawiciele samorządów studentów:
- publicznych uczelni artystycznych,
- niepublicznych uczelni artystycznych oraz wydziałów artystycznych uczelni niepodlegających nadzorowi Ministerstwa Kultury i Dziedzictwa Narodowego po wcześniejszym złożeniu wniosku o członkostwo i zaopiniowaniu go pozytywnie przez prezydium.

Aktualnie (04.03.2022) w Forum zrzeszonych jest 19 samorządów polskich uczelni artystycznych.
- Akademia Sztuk Pięknych w Warszawie,
- Uniwersytet Muzyczny Fryderyka Chopina,
- Akademia Teatralna im. Aleksandra Zelwerowicza w Warszawie,
- Państwowa Wyższa Szkoła Filmowa, Telewizyjna i Teatralna im. Leona Schillera w Łodzi
- Akademia Sztuk Pięknych im. Jana Matejki w Krakowie,
- Akademia Muzyczna w Krakowie,
- Akademia Sztuk Teatralnych im. Stanisława Wyspiańskiego w Krakowie,
- Akademia Sztuk Pięknych w Katowicach,
- Akademia Muzyczna im. Karola Szymanowskiego w Katowicach,
- Akademia Sztuk Pięknych im. Eugeniusza Gepperta we Wrocławiu,
- Akademia Muzyczna im. Karola Lipińskiego we Wrocławiu,
- Akademia Sztuk Pięknych im. Władysława Strzemińskiego w Łodzi,
- Akademia Muzyczna im. Grażyny i Kiejstuta Bacewiczów w Łodzi,
- Uniwersytet Artystyczny im. Magdaleny Abakanowicz w Poznaniu,
- Akademia Muzyczna im. Ignacego Jana Paderewskiego w Poznaniu,
- Akademia Muzyczna im. Feliksa Nowowiejskiego w Bydgoszczy,
- Akademia Sztuk Pięknych w Gdańsku,
- Akademia Muzyczna im. Stanisława Moniuszki w Gdańsku,
- Akademia Sztuki w Szczecinie,

Z głosem doradczym zrzeszona została Szkoła Filmowa im. Krzysztofa Kieślowskiego będąca wydziałem Uniwersytetu Śląskiego w Katowicach.

## Przewodniczący
Do zadań Przewodniczącego/Przewodniczącej należy w szczególności: 1) reprezentowanie Forum, 2) przewodniczenie pracom Prezydium, 3) nadzorowanie wykonywanych uchwał Forum, 4) podejmowanie wraz z Prezydium decyzji w sprawach dotyczących finansów Forum, 5) zwoływanie sesji Walnego Zjazdu, 6) współpraca z Konferencją Rektorów Uczelni Artystycznych, 7) czuwanie nad przestrzeganiem niniejszego Statutu, 8) powoływanie i odwoływanie członków Prezydium.
Funkcję przewodniczącego pełnili:
- Adrian Cieszkowski (2022-2023)
- Maria Kożewnikow (2020-2021)
- Daria Starak (2018-2019)
- Barbara Jura (2016-2017)
- Anna Probola (2014-2015)
- Paweł Konik (2013)
- Adam Kowalski (2012)
- Tomasz Półtorak (2011)
- Piotr Kulczycki (2010)
- Kamila Lewandowska (2006-2007)
- Adriana Skutyńska (2005-2006)
- Paweł Płoski (2004-2005)